# 米斯蒂克 (堪薩斯州)
米斯蒂克（英語：Mystic）是位於美國堪薩斯州謝里敦縣的一個鬼鎮。

## 歷史
米斯蒂克的郵政局於1887年設立，直到1889年結束營運。

## 地理
米斯蒂克所處的海拔為高於海平面910米（即2986英呎），而該地所採用的時區為UTC-6，即北美中部時區（CST）。同時該地設有夏令時間，為UTC-6調快一小時，即UTC-5（CDT）。